# Auxi-le-Château
Auxi-le-Château är en kommun i departementet Pas-de-Calais i regionen Hauts-de-France i norra Frankrike. Kommunen ligger i kantonen Auxi-le-Château som tillhör arrondissementet Arras. År 2022 hade Auxi-le-Château 2 549 invånare.

## Befolkningsutveckling
Antalet invånare i kommunen Auxi-le-Château
| Referens: INSEE |